# Троицкое (Молдова)
Троицкое (рум. Troiţcoe, Троцкое, Троица) — село в Чимишлийском районе Молдавии. Относится к сёлам, не образующим коммуну.

## История
В 1827 году около 30 отставных солдат основали в Бендерском уезде село Троицкое. В 1828 переселилось 226 душ «мужеского пола» — государственных крестьян-переселенцев из Курской, Орловской и Рязанской губерний.
Существует несколько версий относительно происхождения названия села. Пришли сюда три человека — отец с двумя сыновьями. Вроде, поэтому в документах «Троицкое» писалось через «е»: Троецкое. Говорят, что первые поселенцы появились здесь в день Святой Троицы. Или решили назвать своё будущее село Троицкое потому, что в каждой из губерний, из которых переселились сюда русские — Курской, Орловской, Рязанской — тоже есть одноимённые села.

## География
Село расположено в юго-восточной части Молдавии, в 25 км от районного центра Чимишлии, в 2 километрах от границы с Украиной. В 9 км находится ж/д станция Чимишлия в селе Михайловка ж/д дороги Кишинев — Бессарабка. До Кишинева — 100 км. В 2 километрах к югу расположено украинское село Высочанское, на западе — Исерлия, Ивановка, Михайловка, на севере — село Батыр, на востоке — село Тараклия.
Село расположено на высоте 178 метров над уровнем моря. Протекает река Сака.
Троицкое имеет правильную конфигурацию в виде правильных кварталов, с севера на юг село разделяет овраг. Через Троицкое проходит автомобильная магистраль Комрат — Тирасполь.
Архитектурным доминантом Троицкого являются действующий православный Покровский храм.
Главными строительными материалами служат саман и дерево. Здешние жилые дома сочетают русские, украинские и молдавские архитектурные элементы.

## Население
Численность населения Троицкого сокращается из-за естественной убыли и эмиграции. Половозрастные пропорции населения деформированы его старением как из-за снижения рождаемости и роста смертности, так и из-за оттока молодежи в города Молдавии или за пределы республики. Это обусловлено отсутствием перспективных возможностей для трудоустройства в родном селе. В этническом отношении в селе преобладают русские — более 70 %, проживают также молдаване и украинцы. Жители села исповедуют православие.
По данным переписи населения 2004 года, в селе Троицкое проживало 1242 человека (614 — мужчины, 628 женщин).
Этнический состав села:
| Национальность | Число жителей | Процентный состав |
| -------------- | ------------- | ----------------- |
| русские        | 896           | 72,14             |
| молдаване      | 216           | 17,39             |
| украинцы       | 110           | 8,86              |
| гагаузы        | 7             | 0,56              |
| болгары        | 2             | 0,16              |
| евреи          | 1             | 0,08              |
| прочие         | 10            | 0,81              |
| Всего          | 1242          | 100 %             |